# Josep Rosselló Ordines
Josep Rosselló Ordines (1882-1966) fou un mestre mallorquí destacat per la seva tasca pedagògica i social a principis del segle xx.
Compromès amb l'educació i el progrés cultural, va exercir durant dècades a diversos indrets de Mallorca, on va impulsar innovacions educatives. Mostrà un esperit autodidacta que el portà a explorar camps com la geologia, l'esperanto i la poesia.

## Vida

### Els primers anys
Josep Rosselló Ordines va néixer a la plaça del Mercadal de Palma el 21 d'octubre de 1882, fill de Vicenç Rosselló Pizà, natural de Bunyola, i Maria Ordines Crespí, de Santa Maria. La seva família era humil, i va créixer en un ambient marcat per les dificultats econòmiques després de la mort del seu pare el 1891. Gràcies al suport de l'Església i altres institucions, van poder tirar endavant.

### Formació, estudis i activitats
Durant els primers anys d’escolarització, Josep va estudiar en diverses escoles, incloent el convent de la Mercè, que ell mateix va descriure com una experiència negativa. Posteriorment, va ingressar a l'Escola Pia, on es va graduar amb excel·lents qualificacions. Allà es va iniciar en el camp de l'ensenyament, utilitzant el mètode Bell & Lancaster, on els alumnes més grans ensenyaven als més petits.
Com que el seu pare havia mort, va ser exempt del servei militar. Va continuar els seus estudis a l'Institut Balear el 1898, i a l'any següent a l'Escola Normal de Magisteri de Palma, on es va graduar com a mestre elemental. L'any 1906, va obtenir el títol de mestre superior a l'Escola Normal Superior de Barcelona amb les màximes qualificacions. Per pagar-se els estudis, treballava en escoles i col·legis, exercint com a copista de música i ajudant en diverses institucions educatives.

### Trajectòria professional
Rosselló practicà una pedagogia basada en els moviments pedagògics del moment: la filosofia educativa pestalozziana, el mètode de les passes formals, el freinetisme, el sistema de fitxes o la psicologia evolutiva.
El 1908, Rosselló va començar la seva carrera docent a Pina com a mestre interí. El 1910 va guanyar la plaça de mestre de l'escola de nins de Sant Joan, on va treballar durant més de 14 anys. Durant aquest període, va contribuir significativament a la comunitat, fundant una secció d'escoltes, promovent innovacions agrícoles, impulsant la creació de la Caixa Rural, fent estudis d'etnografia i organitzant activitats culturals.
L’any 1924 es va traslladar a Palma per ocupar un càrrec a la pionera Escola Graduada de Llevant, aplicant els principis de l'escola freinetista. Al 1933, fou nomenat director de l'Escola Pràctica Annexa a l'Escola Normal de Mestres, situada a l'edifici de l'actual Institut Joan Alcover de Palma. L'Escola Normal anterior a la Guerra Civil destacava per la formació del seu professorat i pels nous mètodes pedagògics. La guerra inicià un període d'estancament i de depuracions dels docents, però Rosselló aconseguí ser declarat mestre apte per la Comissió Depuradora. Continuà al seu càrrec fins a la seva jubilació l'any 1952.

### Últims anys i llegat
Després de la seva jubilació, Rosselló va dedicar temps a completar projectes acadèmics, com un estudi geològic de la regió central de Mallorca, i va publicar un llibre de poesia titulat Primavera i tardor. També va escriure articles i va seguir vinculat a la vida cultural de Palma. Va morir el 18 d'agost de 1966, als 84 anys, deixant un important llegat pedagògic i cultural a Mallorca.

## Regionalisme i folklore
Rosselló va estar Influenciat per l'esperit de l'Institut Balear, que promovia l'estima per les tradicions, la llengua catalana i la terra. Aquesta institució va tenir un paper important en la Renaixença a Mallorca, vinculada a la revitalització de la llengua i cultura, especialment en la literatura i les arts. Rosselló, que va estudiar Magisteri a Barcelona, va integrar aquest esperit renaixentista en la seva obra. Com a poeta, es va associar amb figures de l'Escola Mallorquina, com Miquel Costa i Llobera i Maria Antònia Salvà, i va publicar el llibre Primavera i tardor (1954), en la línia d'aquesta escola literària.
També va ser membre de l'Associació per la Cultura de Mallorca, precursora de l'Obra Cultural Balear. Aquesta associació, creada el 1923, tenia com a objectiu la difusió de la llengua i cultura mallorquines i impulsava el regionalisme com a via de transformació social. Rosselló, al costat d'altres pedagogs com Rafel Ballester i Joan Capó, va formar part d'un moviment educatiu que pretenia modernitzar l'ensenyament balear.
Durant la seva estada a Sant Joan (1910-1924) va dedicar-se a la recopilació de cançons i músiques populars de la comarca. Col·laborà amb el músic i etnògraf Baltasar Samper, qui treballà en el Cançoner Popular de Catalunya. Gràcies a l'esforç conjunt, es van recollir 105 cançons populars, incloent-hi tonades de treball, codolades i cançons infantils. El reconeixement a la seva tasca arribà amb el nomenament com a col·laborador de l'Arxiu d'Etnografia i Folklore de Catalunya per la Universitat de Barcelona, gràcies a la proposta d'Andreu Ferrer Ginart. Publica les Cançons de cantar ses figues, que havien desaparegut a principis del segle xx, a la revista Tresor dels Avis.

## Geologia
Durant el seu període professional a la Part Forana, va iniciar-se de manera autodidacta en el camp de la geologia i va ser influenciat per les teories d'autors com Paul Fallot. Finalment es va convertir en soci numerari de la Societat d'Història Natural de les Balears, entitat que organitzava activitats científiques com cursos, conferències i la publicació del Boletín de la Sociedad de Historia Natural de Baleares, on hi col·laborava.
La seva contribució més important fou l'estudi geològic de la regió central de Mallorca, publicat el 1954 i finançat per ell mateix. Aquest treball abastava un quadrilàter geogràfic que incloïa localitats com Sineu, Petra, Vilafranca i Montuïri, amb una atenció especial als torrents i la topografia de la zona. La seva recerca es va desenvolupar entre 1915 i 1925, i es va redactar en diverses etapes fins a la dècada de 1940.
Rosselló va mantenir una col·laboració activa amb figures com el geòleg català Jaume Marcet i Riba i va seguir de prop esdeveniments importants com el XIV Congrés Geològic Internacional de 1926, que va portar reconeixement internacional a Mallorca. Malgrat les dificultats durant la dècada posterior, Rosselló va continuar amb la seva recerca, deixant un llegat notable en forma de llibres, llibrets de fòssils amb més de 1.500 anotacions, mapes topogràfics, i assaigs. La seva col·lecció paleontològica es conserva a la Societat d'Història Natural de les Balears.